# Marta Gili
Marta Gili (Barcelona, 11 de marzo de 1957) fue responsable del departamento de fotografía de la Fundación La Caixa.y del Jeu de Paume de París. Anteriormente También colabora habitualmente con varias publicaciones como El País o El Mundo, entre otras.

## Biografía
Gili se licenció en 1980 en Filosofía y Ciencias de la Educación, especializándose en psicología clínica por la Universidad de Barcelona. Desde este campo científico se fue interesando progresivamente por el concepto de imagen y por el mundo de la fotografía.
Más adelante inició una colaboración con la Fundación Joan Miró antes de dirigir la programación cultural de la desaparecida sala Arcos de Barcelona. Cuando esta fue absorbida por la Fundación La Caixa, permaneció vinculada a esta fundación con sede en la plaza de Cataluña.  Estuvo vinculada 12 años a la Fundación La Caixa, desde donde coordinó exposiciones de Richard Avedon, Tracy Moffatt, Miguel Riobranco, Aernout Mik. En 2006 se presentó al concurso por la dirección del Jeu de Paume, que ganó en septiembre de aquel año. Sustituyó al anterior director Régis Durand, quien se jubiló. Fue miembro del jurado del Festival Internacional del Libro de Arte y del Film en 2013.

## Exposiciones relevantes
Ha comisariado o colaborado en exposiciones destacadas sobre los siguientes artistas: Sandy Skoglund, Doug Aitken, Diane Arbus, Eugène Atget, Jordi Colomer, Aernout Mik, Tracey Moffat, Valérie Mréjen, Sophie Ristelhueber, Willy Ronis, Bruno Serralongue, Lorna Simpson, Esther Shalev-Gerz, Christer Strömholm, Gillian Wearing, Miguel Rio Branco, Richard Avedon, Société Réaliste o Laurent Grasso entre otros.

## Premios y reconocimientos
- Premio Ciutat de Barcelona por su tarea en la Sala Arcos.
- 2007 - Premio Bartolomé Ros en PHotoEspaña, ex aequo con Javier Vallhonrat[6][7]
- 2011 - Officier de la Orden des Artes et des Lettres otorgado por el ministerio francés de la Cultura y de la Comunicación.
- 2013 - Premio GAC[8]